# Świadkowie Jehowy w Maroku

Maroko i Sahara Zachodnia na globie ziemskim

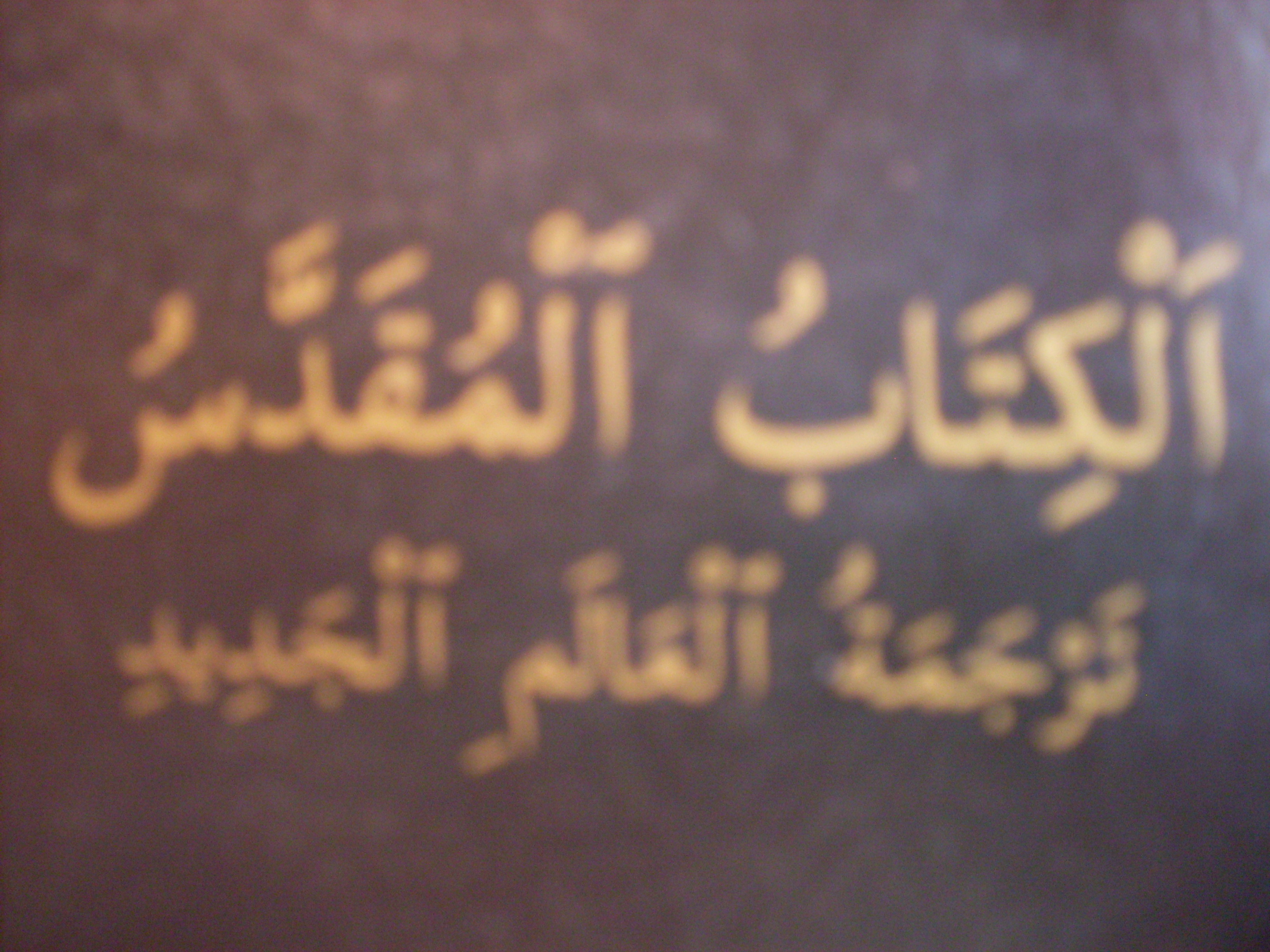
Pismo Święte w Przekładzie Nowego Świata w języku arabskim wydano w 1998 roku (część) oraz w 2004 roku (całość)

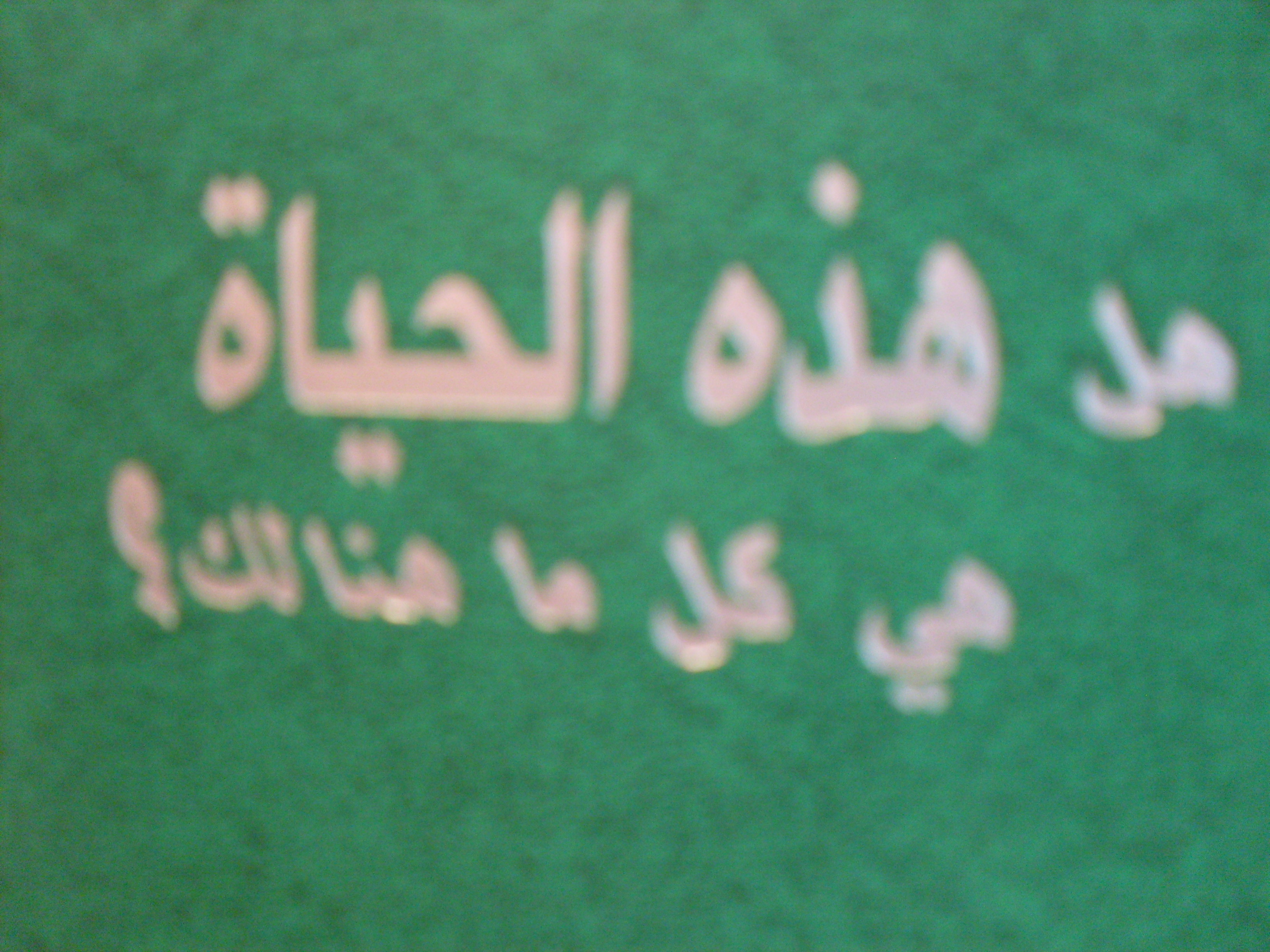
Czy na tym życiu wszystko się kończy? w języku arabskim

Świadkowie Jehowy w Maroku – społeczność wyznaniowa w Maroku oraz na terenie Sahary Zachodniej, należąca do ogólnoświatowej wspólnoty Świadków Jehowy, licząca około 40–100 głosicieli należących do 2 zborów. W 1973 roku działalność Świadków Jehowy w tym kraju została zdelegalizowana i od tej pory jest prowadzona nieoficjalnie. Z tego względu szczegółowa liczebność członków wyznania nie jest podawana do wiadomości publicznej. Działalność Świadków Jehowy w Maroku oraz w Saharze Zachodniej koordynuje francuskie Biuro Oddziału.

## Historia

### Początki działalności w Maroku
Pod koniec sierpnia 1939 roku Margaritha i Hermann Bruder – Świadkowie Jehowy z Niemiec, w drodze na teren misjonarski w Brazylii zostali aresztowani w porcie w Safi, w związku z podejrzeniami o działalność szpiegowską. Następnie zostali uwięzieni w Marrakeszu oraz w Kenitrze. Z tego względu szwajcarskie Biuro Oddziału przesłało władzom francuskim egzemplarz książki Krucjata przeciwko chrześcijaństwu oraz list, który wyjaśniał, że nie są nazistami. Po czterech miesiącach zezwolono im na opuszczenie Maroka.
W 1953 roku zanotowano sprawozdanie pierwszego Świadka Jehowy w tym kraju. W roku 1953 w Maroku działało dwóch, w roku 1954 – 3 głosicieli, a w następnym – 4.
W 1955 roku do kraju przybył misjonarz – absolwent Biblijnej Szkoły Strażnicy – Gilead, by prowadzić działalność ewangelizacyjną w Maroku. Wkrótce do głosicieli dołączyła pięcioosobowa rodzina Świadków Jehowy z Tunezji.
W latach 50. XX wieku Álvaro Berecochea, misjonarz z Argentyny, sprawował nadzór nad Biurem Oddziału w Maroku. W roku 1956 powstał pierwszy zbór (w Tangerze). W styczniu 1957 roku Maroko odwiedził prezes Towarzystwa Strażnica Nathan H. Knorr, który w Tangerze wygłosił przemówienie do 58 obecnych. W roku 1958 powstał drugi zbór.
Od 1959 roku do Maroka przybywali kolejni misjonarze, m.in. Domenick i Elsa Piccone (do 1969 roku), William i Sandra Malenfant, którzy działali w Casablance (znajdował się tam zbór francuskojęzyczny) i Tangerze (gdzie funkcjonował zbór hiszpańskojęzyczny), Bill i Sandra Cowan (głosili w Maroku od 1959 do 1973 roku, gdy wprowadzono zakaz działalności i musieli opuścić kraj). Przybycie przy końcu lat 50. XX wieku do Maroka misjonarzy zaowocowało widocznym rozwojem działalności i wzrostem liczby głosicieli.
W latach 60. XX wieku nastąpił wzrost liczby głosicieli; istniało 8 zborów, do których należało ponad 260 głosicieli. Ponieważ prawo zabraniało konwersji muzułmanów, prowadzili oni działalność kaznodziejską wśród obcokrajowców, głównie Europejczyków. Gdy zaczęto utrudniać cudzoziemcom podjęcie pracy i uzyskanie pozwolenia na pobyt stały, wielu głosicieli wyjechało do Europy. 
W roku 1962 w Tangerze zorganizowano Kurs Służby Królestwa, w którym udział wzięli starsi zboru z Maroka oraz Hiszpanii, w której Świadkowie Jehowy byli prześladowani, a ich działalność zakazana do 1970 roku.
Głosiciele z Tangeru i innych miast rozpoczęli też działalność kaznodziejską wśród muzułmanów. Nierzadko nasyłano na nich policję, która domagała się wyjaśnień co do ich działalności. Głosiciele ze zboru w Tangerze regularnie jeździli na większe zgromadzenia do Ceuty, hiszpańskiej eksklawy, portu leżącego na wybrzeżu marokańskim. W roku 1965 miejscowe Biuro Oddziału rozpoczęło nadzór nad działalnością Świadków Jehowy w Gibraltarze. W 1967 roku grupka wyznawców została zatrzymana przez policję, której obszernie objaśnili swoją działalność.

### Działalność w Saharze Zachodniej
W latach 60. XX wieku w Al-Ujun i Villa Cisneros (w Saharze Zachodniej) w hiszpańskich więzieniach przebywali Świadkowie Jehowy z Hiszpanii, odsiadujący wyroki za odmowę służby wojskowej; prowadzili tam nieoficjalną działalność kaznodziejską, dzięki czemu kilka osób zostało ich współwyznawcami. Świadkowie Jehowy mieszkają głównie w stolicy Sahary Zachodniej.

### Zakaz działalności
W kwietniu 1973 roku nieoczekiwanie zakazano w Maroku działalności Świadków Jehowy. Ze względu na zakaz zebrania oraz zgromadzenia obwodowe zaczęto organizować w małych grupach w mieszkaniach prywatnych, a nie jak wcześniej w Salach Królestwa. Na zgromadzenia okręgowe miejscowi Świadkowie Jehowy jeździli do Francji lub Hiszpanii. Ponieważ w Maroku ze względu na wyjazd zagranicznych współwyznawców ubywało Świadków Jehowy, Towarzystwo Strażnica postanowiło zamknąć tamtejsze Biuro Oddziału, a misjonarzy skierować do innych krajów. Ostatnie oficjalnie sprawozdanie opublikowano w 1994 roku – w Maroku działalność kaznodziejską prowadziło wówczas 56 głosicieli, a na Wieczerzy Pańskiej zebrały się 124 osoby. W sierpniu 2001 roku delegacja Świadków Jehowy z Maroka uczestniczyła w kongresie międzynarodowym pod hasłem „Nauczyciele słowa Bożego” w Rzymie, a latem 2009 roku w kongresie międzynarodowym pod hasłem „Czuwajcie!” w Rzymie.
Od 1995 roku sprawozdanie z działalności w tym kraju dołączane jest do ogólnego z 33 krajów, gdzie działalność Świadków Jehowy podlega ograniczeniom prawnym lub jest zakazana. Przez organizacje monitorujące przestrzeganie praw człowieka publikowane są specjalne raporty m.in. o sytuacji tej społeczności religijnej w Maroku i Saharze Zachodniej.
Zebrania religijne odbywają się w mieszkaniach prywatnych z zachowaniem środków ostrożności. Świadkowie Jehowy mieszkają głównie w największych miastach Maroka i w stolicy Sahary Zachodniej. Prowadzą nieoficjalną działalność kaznodziejską. Pod nadzorem francuskiego Biura Oddziału w Maroku i Saharze Zachodniej działa Komitet Łączności ze Szpitalami. Świadkowie Jehowy wydają publikacje w języku arabskim, również w dialekcie marokańskim. W tym dialekcie dostępny jest także oficjalny serwis internetowy – jw.org, a w języku tamazight wydawane są publikacje Świadków Jehowy.